# Liga Suíça de Basquetebol de 2021-22
A Temporada da SBL de 2021–22 foi a 91ª edição da competição de elite do basquetebol da Suíça tendo o Fribourg Olympic como defensor do título suíço, que será o quarto em sequência e 19 no total.

## Clubes Participantes
Para essa temporada a liga passou para 10 equipes tendo o retorno do Swiss Central Basket de Lucerna que foi vice campeão da NBL (segunda divisão).
| Clube                        | Cidade    | Arena                     | Capacidade |
| ---------------------------- | --------- | ------------------------- | ---------- |
| BBC Monthey-Chablais         | Monthey   | Reposieux                 | 600        |
| BBC Nyon                     | Nyon      | Centre Sportif Rocher     | 1 500      |
| BC Boncourt                  | Boncourt  | Salle Sportive Bouncort   | 1 500      |
| Fribourg Olympic             | Friburgo  | Halle Saint Léonard       | 3 000      |
| Lions de Genève              | Genebra   | Salle polyvalente Pommier | 2 800      |
| Lugano Tigers                | Lugano    | Istituto Elvetico         |            |
| Spinelli Massagno            | Massagno  | Palamondo de Cadempino    |            |
| Starwings Basket Regio Basel | Basileia  | Sporthalle Birsfelden     | 2 000      |
| Swiss central Basket         | Lucerna   | Staffeln                  |            |
| Union Neuchâtel              | Neuchâtel | La Riveraine              | 2 500      |

## Temporada Regular

### Tabela de Classificação
| Pos. | Clube                        | J  | V  | D  | Pt. | P+   | P-   | SP   | Classificação |
| ---- | ---------------------------- | -- | -- | -- | --- | ---- | ---- | ---- | ------------- |
| 1    | Fribourg Olympic             | 27 | 26 | 1  | 53  | 2343 | 1748 | 595  | Playoffs      |
| 2    | Spinelli Massagno            | 27 | 22 | 5  | 49  | 2396 | 1975 | 421  | Playoffs      |
| 3    | Union Neuchâtel              | 27 | 17 | 10 | 44  | 2016 | 1922 | 94   | Playoffs      |
| 4    | Lions de Genève              | 27 | 14 | 13 | 41  | 1917 | 1931 | -14  | Playoffs      |
| 5    | Swiss central Basket         | 27 | 13 | 14 | 40  | 2038 | 2141 | -103 | Playoffs      |
| 6    | BBC Nyon                     | 27 | 12 | 15 | 39  | 1953 | 2097 | -144 | Playoffs      |
| 7    | Starwings Basket Regio Basel | 27 | 9  | 18 | 36  | 1900 | 2122 | -222 | Playoffs      |
| 8    | BBC Monthey-Chablais         | 27 | 9  | 18 | 36  | 2054 | 2120 | -66  | Playoffs      |
| 9    | BC Boncourt                  | 27 | 9  | 18 | 36  | 2187 | 2377 | -190 |               |
| 10   | Lugano Tigers                | 27 | 4  | 23 | 31  | 1991 | 2362 | -371 |               |

### Primeira fase de grupos
| Casa\Visitante         | MON    | NYO    | BON   | FRI    | GEN     | LUG    | MAS    | BAS    | SWI    | NEU   |
| ---------------------- | ------ | ------ | ----- | ------ | ------- | ------ | ------ | ------ | ------ | ----- |
| BBC Monthey-Chablais   |        | 75-78  | 89-92 | 74-84  | 54-66   | 90-65  | 93-74  | 72-81  | 94-73  | 71-80 |
| BBC Nyon               | 78-73  |        | 82-69 | 55-83  | 59-73   | 89-102 | 78-76  | 82-64  | 71-62  | 80-71 |
| BC Boncourt            | 86-84  | 82-69  |       | 76-90  | 100-106 | 97-72  | 78-97  | 76-85  | 85-68  | 72-81 |
| Fribourg Olympic       | 78-74  | 87-56  | 98-65 |        | 77-70   | 68-58  | 72-69  | 100-55 | 100-57 | 92-58 |
| Lions de Genève        | 68-60  | 76-73  | 95-77 | 64-93  |         | 62-77  | 64-76  | 61-64  | 88-58  | 75-89 |
| Lugano Tigers          | 84-89  | 64-90  | 83-92 | 73-102 | 63-67   |        | 65-89  | 90-70  | 85-96  | 75-80 |
| Spinelli Massagno      | 103-70 | 114-59 | 94-85 | 92-82  | 97-71   | 83-92  |        | 89-65  | 85-64  | 84-66 |
| Starwings Basket Basel | 69-91  | 88-78  | 91-82 | 66-69  | 58-68   | 67-81  | 71-73  |        | 82-91  | 73-70 |
| Swiss central Basket   | 86-74  | 65-56  | 99-91 | 63-81  | 77-66   | 79-74  | 83-100 | 79-57  |        | 75-82 |
| Union Neuchâtel        | 80-55  | 73-72  | 84-70 | 56-67  | 60-67   | 92-79  | 78-77  | 85-74  | 84-65  |       |

## Playoffs

### Confrontos

#### Quartas de final
| Time 1            | Série | Time 2                       | 1º Jogo | 2º Jogo  | 3º Jogo | 4º Jogo | 5º Jogo |
| ----------------- | ----- | ---------------------------- | ------- | -------- | ------- | ------- | ------- |
| Fribourg Olympic  | 3 - 0 | BBC Monthey-Chablais         | 83 - 74 | 106 - 52 | 79 - 75 | -       | -       |
| Lions de Genève   | 3 - 0 | Swiss central Basket         | 83 - 58 | 72 - 61  | 74 - 66 | -       | -       |
| Spinelli Massagno | 3 - 0 | Starwings Basket Regio Basel | 88 - 75 | 91 - 66  | 71 - 66 | -       | -       |
| Union Neuchâtel   | 3 - 1 | BBC Nyon                     | 57 - 71 | 81 - 68  | 60 - 56 | 63 - 62 | -       |

#### Semifinal
| Time 1            | Série | Time 2          | 1º Jogo | 2º Jogo | 3º Jogo | 4º Jogo | 5º Jogo |
| ----------------- | ----- | --------------- | ------- | ------- | ------- | ------- | ------- |
| Fribourg Olympic  | 3 - 1 | Lions de Genève | 62 - 63 | 81 - 53 | 65 - 41 | 66 - 51 | -       |
| Spinelli Massagno | 1 - 3 | Union Neuchâtel | 81 - 70 | 87 - 91 | 69 - 71 | 73 - 76 | -       |

#### Final
| Time 1           | Série | Time 2          | 1º Jogo | 2º Jogo | 3º Jogo | 4º Jogo | 5º Jogo |
| ---------------- | ----- | --------------- | ------- | ------- | ------- | ------- | ------- |
| Fribourg Olympic | 3 - 0 | Union Neuchâtel | 84 - 75 | 93 - 46 | 94 - 56 | -       | -       |

## Campeões
| SBL de 2021-22 Campeões     |
| --------------------------- |
| Fribourg Olympic 19º Título |

## Clubes suíços em competições internacionais
| Clube            | Competição        | Resultado                                                                  |
| ---------------- | ----------------- | -------------------------------------------------------------------------- |
| Fribourg Olympic | Liga dos Campeões | Eliminado na primeira ronda classificatória (Gr.C) por Cluj-Napoca (64-77) |
| Fribourg Olympic | Copa Europeia     | Poderia ter disputado, porém pesou fatores financeiros em sua desistência. |